# Kwartelsnippen
Kwartelsnippen (Thinocoridae) zijn een familie van vogels uit de orde Steltloperachtigen (Charadriiformes). De familie telt 4 soorten.

## Kenmerken
Deze vogels hebben korte poten, een korte snavel en lange, spitse vleugels.

## Leefwijze
Deze grondvogels worden gekenmerkt door hun snelle zigzagvlucht en hun luide alarmkreet. Alle kwartelsnippen voeden zich voornamelijk met zaden en worden daardoor in het Engels ook wel "seedsnipe" genoemd. De kwartelsnippen zijn sociale vogels die leven in groepjes van 10 tot 20 individuen. Ze laten zich moeilijk verjagen en verstoppen zich liever onder de vegetatie, waar ze doodstil blijfen zitten.

## Voortplanting
Het legsel bestaat meestal uit vier gespikkelde eieren.

## Leefgebied
Kwartelsnippen leven in het Andesgebergte in het zuiden van Zuid-Amerika. Ze bewonen hier de heuvelflanken, de hooggelegen steppen en de rotsachtige kuststreken. De kwartelsnippen blijven altijd onder de sneeuwgrens en trekken 's winters naar het lagere heuvelland of noordelijker streken.

## Taxonomie
De soorten uit deze familie lijken sterk op kwartels (orde hoendervogels). Uit DNA-onderzoek naar de taxonomie van de vogels bleek meer verwantschap met de Steltloperachtigen (Charadriiformes). Later DNA-onderzoek wees uit dat de familie het meest verwant is aan de trapvechtkwartels en dat deze families samen het dichts bij de clade staan waarin ook de families Jacanidae en de Scolopacidae zijn ondergebracht.
- Geslacht Attagis
  - Attagis gayi (Andeskwartelsnip)
  - Attagis malouinus (Witbuikkwartelsnip)
- Geslacht Thinocorus
  - Thinocorus orbignyianus (Punakwartelsnip)
  - Thinocorus rumicivorus (Patagonische kwartelsnip)

Vechtkwartels · Jacana's · Goudsnippen · Krabplevieren · Scholeksters · Ibissnavels · Steltkluten en kluten · Grielen · Renvogels en vorkstaartplevieren · Kieviten en plevieren · Magelhaenplevieren · Strandlopers en snippen · Kwartelsnippen · Trapvechtkwartels · Goudsnippen · IJshoenders · Jagers ·Pluvianidae (krokodilwachter) · Meeuwen, schaarbekken en sterns · Alken